# Супириор (Колорадо)
Супириор (енгл. Superior) град је у америчкој савезној држави Колорадо.

## Демографија
По попису из 2010. године број становника је 12.483, што је 3.472 (38,5%) становника више него 2000. године.
| Група             | 2000.         | 2010.         |
| Белци             | 7.592 (84,3%) | 9.404 (75,3%) |
| Афроамериканци    | 114 (1,3%)    | 111 (0,9%)    |
| Азијати           | 674 (7,5%)    | 1.726 (13,8%) |
| Хиспаноамериканци | 438 (4,9%)    | 827 (6,6%)    |
| Укупно            | 9.011         | 12.483        |